# Holterhöfe
Holterhöfe ist eine kleine, teilweise ländliche Ortschaft in Nordrhein-Westfalen, die zwischen der kreisfreien Stadt Krefeld und der zum Kreis Viersen gehörigen Stadt Willich aufgeteilt ist.

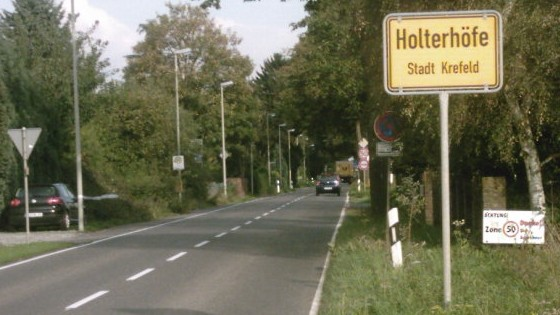
am Krefelder Ortseingang von Holterhöfe

## Geschichte
Ganz Holterhöfe war bis zum 31. Dezember 1969 ein Ortsteil der früheren Gemeinde Willich. Kinder aus dem westlichen Teil der Holterhöfe benötigten in den 1960er Jahren eine Sondergenehmigung, um im nahegelegenen Anrath die damalige Volks- bzw. Grundschule besuchen zu dürfen. Telefonisch gehört ein Teil des Gebietes zu Anrath (Vorwahl: 02156).
Am 1. Januar 1970 wurde die frühere Gemeinde Willich im Rahmen einer kommunalen Neugliederung zum namensgebenden Hauptort der seinerzeit neugegründeten Stadt Willich, in die auch die früheren Gemeinden Anrath, Schiefbahn und Neersen eingegliedert wurden.
Gleichzeitig wurde jedoch der östliche Teil der Holterhöfe, insbesondere die Siedlung gleichen Namens, aus dem Alt-Willicher Gemeindegebiet ausgegliedert und Krefeld bzw. dem Stadtteil Forstwald zugeschlagen.

## Infrastruktur

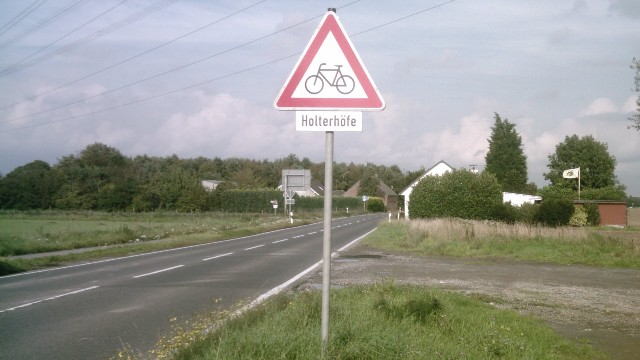
Nähert man sich den Holterhöfen von Anrath aus auf der L384, so erscheint „Holterhöfe“ (auf Willicher Stadtgebiet) zunächst als einfacher Straßenname.

### Straßenverkehr
Die Hauptverkehrsachse von Holterhöfe ist die L384, die auf Krefelder Stadtgebiet auch „Anrather Straße“ heißt. Im Willicher Teil der Holterhöfe heißt diese Straße auch schlicht „Holterhöfe“, in Anrath wird die L384 schließlich zur „Schottelstraße“.
Am östlichen Rand wird Holterhöfe auch von der L461 tangiert, auf Krefelder Gebiet ist dies die „Gladbacher Straße“, auf der Willicher Seite heißt sie hingegen „Aachener Straße“, im weiteren Verlauf wird sie zur Neersener „Hauptstraße“.
Am östlichen Ende von Holterhöfe besteht über die L384 auch Anschluss an die B57 („Gladbacher Straße“) sowie an die A44 (Anschlussstelle Nr. 24 / „Krefeld-Forstwald“).

### Schienenverkehr
In Holterhöfe selbst gibt es keine Eisenbahnanbindung, allerdings in nächster Nähe, ca. 2 km entfernt:
- In Krefeld-Forstwald gibt es den Bahnhof „Forsthaus“, der von den Regionalbahnlinien RB33 (Aachen – Essen) und RB35 (Mönchengladbach – Gelsenkirchen) bedient wird.

### Busverkehr
Im Gegensatz zu Eisen- und Straßenbahn fahren zwei SWK-Buslinien mitten durch Holterhöfe hindurch:
- Tagsüber die Linie 054 mit den Haltestellen „Hörmeshof“, „Am Stock“, „Rickenweg“, „An der Pappel“ und „Anrather Weg“: Sie fährt von Anrath über Holterhöfe und Krefeld Hbf bis Krefeld, Bockumer Platz und von dort aus gelegentlich weiter bis nach Uerdingen.
- Abends und am Wochenende auch nachts fährt die Nacht-Express-Linie NE5 durch den Krefelder Teil der Holterhöfe: Der NE5 kommt vom Krefelder Hbf, bedient in Holterhöfe die Haltestellen „Anrather Weg“, „An der Pappel“ und „Rickenweg“, und fährt von hier aus über Forstwald zum Krefelder Hbf zurück.

### Radwanderwege
Die Ortschaft Holterhöfe wird von mehreren Radwanderwegen berührt, insgesamt führen 3 offiziell ausgewiesene Radwanderwege durch das Gebiet:
- Die Nebenstrecke Nr. 55[4] der NiederRheinroute auf dem Weg von Neersen nach St. Tönis,
- der Krefelder Radwander-Rundweg R7, sowie
- Die [W]-Route (Rundweg Stadt Willich)

Über diese offiziell ausgewiesenen Radwanderwege hinaus existieren in Holterhöfe weitere Feld- und Wirtschaftswege, die für den normalen Kfz-Verkehr nur bedingt zugelassen („Anlieger frei“) sind und sich daher zum Radfahren besonders eignen.

### Bildung
- Grundschulen

Holterhöfe verfügt über keine Grundschule. Im nahegelegenen Forstwald liegt die Grundschule Forstwald-Schule, dort werden neben dem klassischen Unterricht nachmittags eine Betreuung sowie verschiedene Förderprogramme angeboten.

### Sporteinrichtungen
- Golfplatz Renneshof

Ca. 1 Kilometer entfernt befindet sich der Golfplatz Renneshof. Dieser verfügt über eine große Fläche und eine Driving Range.
Ebenfalls befindet sich dort ein Restaurant/Café.

### Unterkünfte
- Holterhöfe verfügt über mehrere Ferienwohnungen die u.a auf Airbnb sowie Booking.com etc. zur Verfügung stehen.

Denkmal an die Schlacht an der Hückelsmay

## Sehenswürdigkeiten
In unmittelbarer Nähe von Holterhöfe, am Rande des Forstwalds, erinnert ein Denkmal an die Schlacht an der Hückelsmay, die hier 1758 während des Siebenjährigen Krieges stattfand.

## Bekannte Persönlichkeiten
- Arnd Krüger, Olympiateilnehmer